# Zambeto

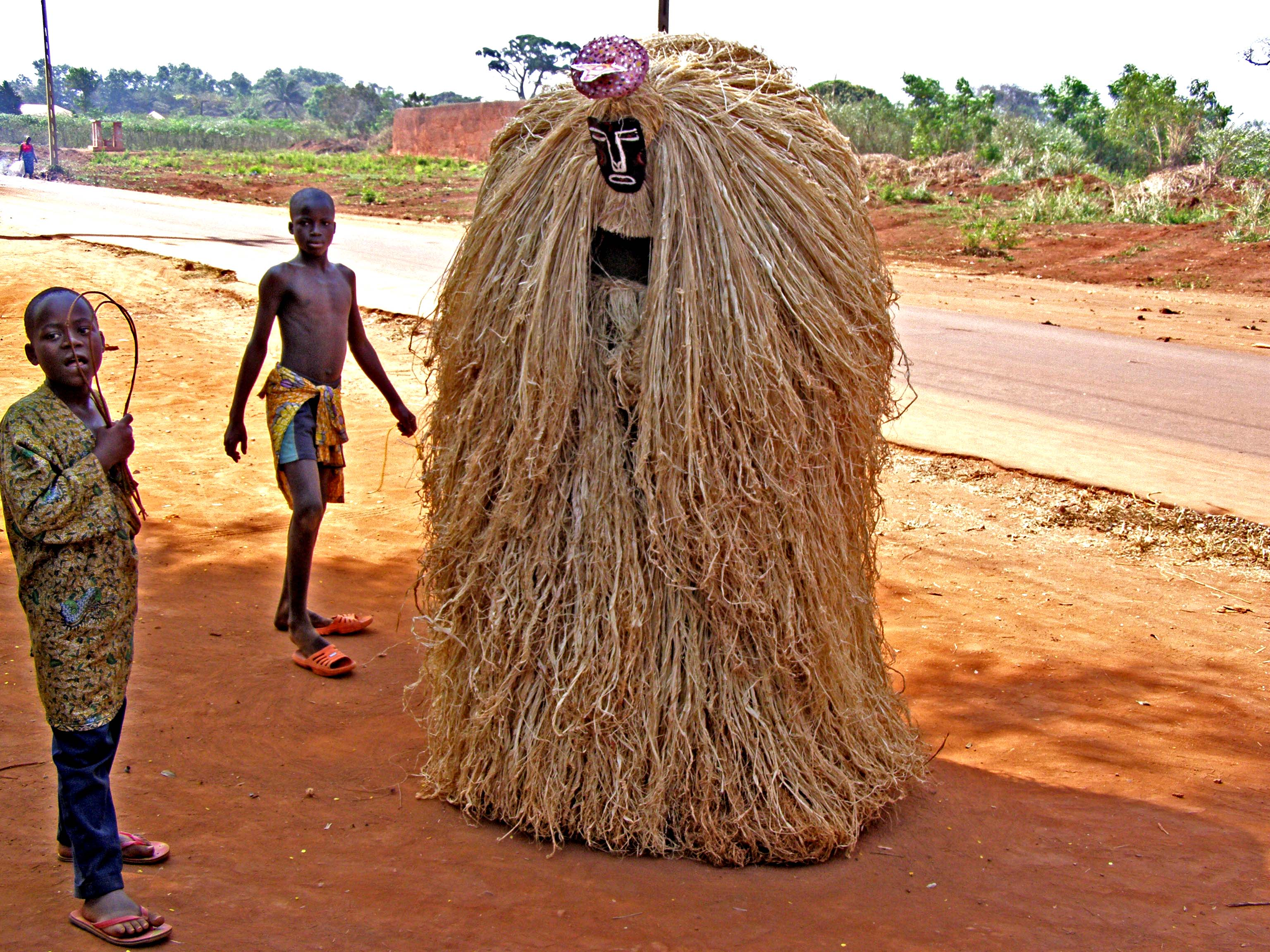
Representação de um Zambeto próximo a crianças

Zambeto (em fon, Zāgbéto; em nugunu: Zangbeto, de zan, 'noite', e gbeto 'caçador') é uma sociedade de máscaras dos povos do sul do Benim. São os tradicionais guardiões vodu da noite entre os povos Ogu/Egun (no Benim, Togo e Nigéria); uma tradição espiritual que é encarregado de manter garantir a segurança e proteção nas comunidades Ogu. São altamente reverenciados e atuam como uma "força policial não oficial", que patrulham as ruas, especialmente à noite, vigiando as pessoas e suas propriedades, encontrando criminosos e entregando-os à comunidade. Originalmente criado para assustar o inimigo, o Zambeto vaga pelas ruas para detectar ladrões e bruxas e para proteger a lei e a ordem.

## Descrição
Relacionando o seu papel cultural fundamental no vigilantismo local e na organização das comunidades Ogu, Zangbeto é um termo na  língua nugunu para "homens da noite" ou "vigilantes noturnos".
Os Zambetos assumem uma vestimenta feita por fios de feno, ráfia ou outros materiais, às vezes tingidos em tons coloridos. As pessoas debaixo do traje conseguem entrar em um transe que, segundo a tradição, permite que seus corpos sejam habitados por espíritos que possuem um conhecimento especial das ações das pessoas. Porém, de acordo com a crença Ogu, não existem humanos sob o traje, apenas espíritos da noite.
Na cultura Ogu, os Zambetos são os tradicionais guardas de segurança de suas comunidades. Diz-se que eles formam uma sociedade secreta que só pode ser frequentada estritamente por Zambeto ou adoradores e devotos do vodu. Considera-se que Zambeto possui habilidades espíritas e mágicas, como engolir lascas de vidro sem causar nenhum dano e espantar até bruxas.
Festivais elaborados construídos em torno do Zambeto são realizados regularmente em diferentes comunidades Ogu em toda a África Ocidental. Os populares são os que acontecem em Porto Novo, no Benim, e em Ajido, na Nigéria.